# Ђорђе Красојевић
Ђорђе Красојевић (Чортановци код Инђије, 14. мај 1852 — Сремски Карловци, 25. септембар 1923) је био српски политичар и адвокат.

## Биографија
Након завршене гимназије у Сремским Карловцима и Новом Саду, студирао је права у Грацу и Инзбруку. Докторат је положио 1875. године, а затим и адвокатски испит 1884. године. Био је добровољац у српско-турском рату 1876. године, борећи се на српској страни у одреду пуковника Ђоке Влајковића. Истакао се у раду Омладинске скупштине у Новом Саду 1880. године.
Приликом оснивања листа "Србобран", придружио се оснивачу Паји Јовановићу. У почетку је био присталица идеја Светозара Милетића, а када се његова странка поцепала пришао је Радикалној странци, у којој је постао њен председник. Као вође ове странке учествовао је у доношењу Задарске резолуције. Главно политичко деловање посветио је српској борби за народну и црквену аутономију у Угарској. Када је 1902. године Радикална странка добила већину, као њен вођа изабран је за потпредседника српског црквено-народног Сабора у Сремским Карловцима.
Запажен је и као адвокат народних фондова у спору Карловачке патријаршије са румунском црквом око власништва над манастирима у Банату, који је окончан поравнањем тек 1906. године.
Увиђајући значај који је оснивање Српске банке у Загребу имало за економски положај Срба у Хрватској, био је један од њених оснивача. Његов запажен политички и културни рад донео му је прогонство и интернацију у време Првог светског рата, као и болест, од које је касније и умро.